# Jacqueline Rousseaux
Pour les articles homonymes, voir Rousseaux.
Jacqueline C.M. Rousseaux, née le 21 mai 1950 à Bruxelles est une femme politique belge bruxelloise, membre du Mouvement réformateur (MR).
Elle est licenciée en droit et de profession avocate. Sur le plan privé, elle est la veuve du ministre d'État Armand De Decker.

## Fonctions politiques
- Membre du Parlement de la Région de Bruxelles-Capitale depuis le 29 juin 2004
- Présidente du Centre culturel d'Uccle

Elle a brièvement travaillé comme députée européenne, remplaçant Frédérique Ries en congé de maternité.